# NGC 3741
NGC 3741 is een onregelmatig sterrenstelsel in het sterrenbeeld Grote Beer. Het hemelobject werd op 19 maart 1828 ontdekt door de Duits-Britse astronoom John Herschel.

## Synoniemen
- UGC 6572
- MCG 8-21-68
- ZWG 242.57
- PGC 35878